# Quido Šimek
Quido Šimek (10. března 1857 Litomyšl – 22. července 1933 Litomyšl) byl litomyšlský muzejník.
Šimek studoval na litomyšlském gymnáziu, nicméně studium nedokončil. Byl raději kupeckým učedníkem v obchodě svého otce. Nějakou dobu potom pobýval také ve Vídni, v Itálii a v Paříži. Poté provozoval také obchod, který v roce 1911 zavřel, aby se mohl věnovat muzejnické činnosti. Nashromáždil nemalou sbírku, ve které dominovaly hlavně mince. Ve svém domě na Smetanově náměstí (č. 149) poté zřídil muzeum. Před svojí smrtí odkázal sbírky regionálnímu muzeu v Litomyšli, které je vystavovalo až do roku 1962 ve speciální síni. Kromě shromažďování různých předmětů se také věnoval kresbám, tvorbě kronik a karikatur.